# Maison en pierre (Diamond Hill)
La maison en pierre (石寓) est un monument historique de Hong Kong, dernier vestige de l'ancien village de Tai Hom (en). Située au 4 Tai Koon Yuen (大觀園) de Tai Hom dans le district de Wong Tai Sin, elle est classée bâtiment historique de rang III en 2002 par le conseil consultatif des antiquités avant d'être finalement classée « nul » en 2010.

## Histoire
Construite dans les années 1940, la maison en pierre est faite en granite provenant de la carrière de pierre de Diamond Hill (zh), et est une structure typique de la région. Sa construction est basée sur l'un des quatre grands romans classiques chinois, Le Rêve dans le pavillon rouge. En 1947, le terrain est acheté par Yang Shou-ren (楊守仁), qui le nomme Tai Koon Yuen. Plusieurs studios de cinéma s'installent ensuite dans le secteur et des hommes d'affaires font alors construire des maisons en pierre à deux étages pour héberger les artistes et les cinéastes. La maison en pierre appartenait à Wu Jun-zhao (吳君肇), ex-directeur de l'ancienne Shanghai Bank of Communications, qui l'a loué à l'acteur Roy Chiao entre les années 1950 et 1960. La maison au 5 Tai Koon Yuen, aujourd'hui démolie, était autrefois le logement du réalisateur Li Han-hsiang.

## Réaménagement
Le 6 septembre 2010, le quotidien Oriental Daily News (en) publie un article informant que le gouvernement prévoyait de retirer sa classification de bâtiment historique à la maison en pierre et de la classer comme « nul », suggérant que cela aurait pour but de faciliter la construction de la ligne de métro Sha Tin to Central Link (en). La classification en « nul » est confirmée le 31 août 2010.